# Русини у Србији
Русини у Србији (рсн. Русины в Сербии, пан. русин. Руснаци у Сербиї) су припадници русинског народа у Србији. Званично су признати као пуноправна национална мањина, која је представљена преко Националног савета Русина. Највећи део русинског народа у Србији живи у северним областима државе, на подручју Војводине, односно у средишњим деловима Бачке и Срема. Употребљавају русинску ћирилицу и говоре панонским дијалектом русинског језика, који је званично признат као један од шест службених језика у Војводини. Највећим делом су гркокатоличке вероисповести. Једна од најзначајнијих русинских установа у Србији је Завод за културу војвођанских Русина, са седиштем у Новом Саду.

## Историја
Прве вести о везама матичних русинских области са северним подручјима данашње Србије потичу из времена прикарпатске Галичко-волинске кнежевине (13. век), чији су владари били дародавци црквених установа у тадашњем угарском Срему.
Најраније познате везе Русина са Србима такође потичу из времена када су делови оба народа живели у границама средњовековне Краљевине Угарске. За време владавине краља Жигмунда (1387-1437), поткарпатски град Мукачево је око 1424. године дат у посед српском деспоту Стефану Лазаревићу, а након деспотове смрти, мукачевски поседи су прешли у власништво његовог наследника Ђурђа Бранковића.
Иако су Русини били настањени у североисточним, а Срби у јужним областима Угарске, оба народа је у то време повезивала заједничка припадност православном хришћанству. Краљевина Угарска је била римокатоличка држава, али верска слобода православних Русина и Срба је у појединим периодима била толерисана из политичких разлога, што је посведочено и 45. законским чланком угарског сабора из 1495. године, који помиње оба православна народа.
Током 16. и 17. века, православни Русини из североисточних угарских области одржавали су везе са јерархијом обновљене Српске патријаршије, о чему сведоче подаци о тадашњим русинским (рушњачким) православним владикама и свештеницима у појединим српским поменицима. Међутим, управо током тог раздобља, међу православним Русинима је започео процес покатоличавања, односно унијаћења, што је 1646. године довело до склапања Ужгородске уније. До средине 18. века, већина Русина је прихватила унију.

### Досељавање карпатских Русина
Досељавање карпатских Русина на северна подручја данашње Србије, која су у то време била у саставу Хабзбуршке монархије, започело је средином 18. века. Досељени Русини потицали су највећим делом из крајева који су на русинском језику називани Хорњица (у значењу: горњи предео), што се односило на карпатске просторе у горњем Потисју. Матични русински етнички простори на Карпатима данас су административно подељени између Украјине, Пољске, Словачке и Румуније.
Процес организованог досељавања Русина започео је већ током пролећа 1745. године, када су државне (коморске) власти склопиле уговор са првом групом русинских досељеника, који су пристигли у Кулу, односно на костељску пустару, тако да се поменута година (1745) међу Русинима у Србији обележава као почетак њиховог досељавања, а тим поводом је 1995. године у Новом Саду одржан и пригодан научни скуп, којим је обележена 250. годишњица (1745-1995) досељавања Русина на ове просторе.
Досељавање је интензивирано током наредних година, што је довело до стварања нових русинских насеобина у Бачкој, као што су Крстур (1751) и Куцура (1763). У исто време, Русини су се настанили и у неким другим бачким местима (Ђурђево, Врбас, Нови Сад), а процес досељавања се проширио и на поједина места у Срему, као што су: Шид, Бачинци, Петровци и Миклушевци.
Поред гркокатоличких Русина, међу досељеницима је било и православних Русина. Независно од вероисповести, сви досељеници су били исте, русинске народности, али хабзбуршке власти их нису ословљавале народним (русинским) именом, већ су их, као и остале Источне Словене, називале "Рутенима" (лат. Rutheni), али тај егзонимски (страни) назив није употребљаван у народном говору.
Током 19, века, Русини у тадашњој јужној Угарској су као и остали немађарски народи потпали под удар мађаризације. Непосредно по завршетку Првог светског рата, бачки Русини су у јесен 1918. године одиграли активну улогу у време уједињења Војводине са Србијом, а њихових двадесетак изабраних представника учествовало је у раду Велике народне скупштине, која је заседала у Новом Саду.

### Русини у првој Југославији
Током међуратног периода (1918-1941), за време постојања Краљевине Југославије, међу Русинима је дошло до појаве посебних усмерења, те се тако на једној страни формирала про-руска струја, док се на другој страни појавила про-украјинска струја, а између те две супротстављене струје налазили су се поборници очувања русинске народне посебности.
Средином 1919. године, у Новом Саду је основано Русинско народно просветно друштво (РНПД) у чијем су се раду преплитали утицаји умерене и про-украјинске струје. Под утицајем крижевачког гркокатоличког бискупа Дионизија Њарадија, који је био отворени присталица украјинизације свих Русина (како панонских, тако и карпатских) са челних положаја у РНПД постепено су уклоњени домаћи Русини, представници умерене струје, а на њихово место су постављени емигранти из Украјине, који су почели да спроводе радикалну про-украјинску пропаганду, настојећи да убеде домаће Русине да би Украјина требала да им буде ближа од рођене браће Русина у старом карпатском завичају.
На сличан начин, али са обрнутих позиција, деловала је и супарничка, про-руска струја, која је 1933. године основала Културно-просветни савез југословенских Русина (КПСЈР). Ослоњена на утицајну руску емиграцију у Југославији, поменута организација је 1936. године трансформисана у Културно-национални савез југословенских Русина (КНСЈР). Под окриљем те организације вршена је отворена про-руска пропаганда, са изразито анти-украјинским усмерењем.
Највећа жртва у сукобу између поменутих струја (про-украјинске и про-руске) био је матерњи језик домаћих Русина, који је једна страна желела да украјинизује, а друга да русификује. Нашавши се у процепу између две радикализоване и међусобно сукобљене струје, умерени представници домаћих Русина, којима на првом месту нису биле ни Украјина ни Русија, већ напредак сопствене народне заједнице у Југославији, нису успели да искористе међуратни период за пуну афирмацију домаће баштине, оличене у културно-историјским и језичким традицијама бачких и сремских Русина.

### Русини у другој Југославији
Недуго по окончању Другог светског рата (1945), у Југославији је формирано новинско-издавачко предузеће Руске слово, а потом је основана и Матица русинска (рсн. Руска матка), која је распуштена већ након три године, под притиском тадашњих комунистичких власти.
Један од основних разлога за доношење такве одлуке проистицао је из спорних питања која су се односила на преплитање русинског и украјинског идентитета. Током првих поратних година, југословенске власти су под утицајем Совјетске Украјине допустиле наставак украјинизације међу домаћим Русинима, који су на првим послератним пописима (1948, 1953, 1961) сврставани уз Украјинце, што је довело до настанка бројних, првенствено идентитетских проблема, тако да је та пракса касније напуштена.
Кључна прекретница у борби за коначну и потпуну државно-правну афирмацију русинског народа на највишем, уставном нивоу остварена је 9. априла 1963. године, када је донет нови Устав Србије, у коме су Русини били признати као један од седам поименично поменутих мањинских народа у Србији (чл. 82), а то решење је потом унето и у нови Статут Војводине, који је био донет исте године (чл. 32-37). Уставним законом Војводине, који је усвојен 21. фебруара 1969. године, русински језик је признат као један од пет службених језика на подручју покрајине (чл. 67), а иста одредба је потврђена и у свим каснијим највишим актима Војводине (1974, 1991, 2008, 2014). Доношењем поменутих уставних, законских и статутарних аката, створени су повољни услови за даљи развој русинске народне заједнице у Србији.
Уставно признање Русина и русинског језика у највишим актима Србије и Војводине (1963-1969) изазвало је узбуну међу представницима про-украјинске струје, што је посведочено и каснијим односом према поменутим историјским одлукама, које се у про-украјинским круговима по правилу прећуткују, чак и у радовима који се непосредно односе управо на тај период русинске историје. Стицајем околности, поменуте одлуке се не помињу ни у прегледима русинске историје који су приређени од стране најзначајнијих русинских мањинских установа (НСРНМ, ЗКВР), док се признање русинског народа и језика на највишем (уставном) нивоу у радовима појединих стручњака погрешно повезује са потоњим Уставом Војводине из 1974. године, уз потпуно прећуткивање ранијих одлука из 1963. и 1969. године.
У намери да спрече примену уставних и статутарних одлука из 1963. године, представници про-украјинске струје су почетком 1967. године покренули иницијативу за промену државне политике према русинском питању, предлажући (између осталог) да се уместо домаћег русинског језика у јавни живот русинске заједнице уведе украјински књижевни језик. Тим поводом су се отворено изјаснили против даљег развоја русинског књижевног језика, заложивши се за његово постепено одумирање. Такве замисли нису имале упориште у русинском народу, тако да нису добиле подршку у покрајинским и државним структурама.
У циљу развоја и унапређивања домаћег русинског језика, у Новом Саду је 1970. године основано Друштво за русински језик и књижевност (рсн. Дружтво за руски язик и литературу), које је почевши од 1975. године почело да издаје годишњак под насловом Творчосц (што значи: стваралаштво). Почевши од 1972. године, на Филозофском факултету у Новом Саду започето је стварање посебних организационих јединица за проучавање русинске језичке и књижевне баштине и образовање кадрова у области русинистике. Посебна Катедра за русински језик и књижевност установљена је 1983. године, чиме су били створени предуслови за додатно унапређивање рада на проучавању русинског језика и књижевности у тадашњој Југославији и данашњој Србији.

### Савремено доба
Значајна прекретница у развоју русинске заједнице догодила се током 1990. године, када је про-украјински део русинских првака у тадашњој СФРЈ постигао споразум са представницима домаће украјинске заједнице, што је довело до стварања заједничке организације под називом: Савез Русина и Украјинаца. Насупрот томе, други део југословенских Русина, који се залагао за очување русинске националне посебности, формирао је крајем исте године сопствену организацију под називом Матица русинска.
Стварањем поменутих организација, означен је почетак нове фазе у процесу диференцијације унутар русинске заједнице, која се дефинитивно поделила на две струје: националну (окупљену око Матице русинске) и про-украјинску (окупљену око Савеза Русина и Украјинаца). Активност поменутих организација развила се у потпуно супротним смеровима.
На једној страни, Матица русинска је успоставила сарадњу са сродним русинским организацијама из матичних русинских (карпатских) области, а потом је била домаћин трећег (1995) и десетог (2009) заседања Светског конгреса Русина. Почевши од 2005. године, Матица русинска издаје своје гласило, под насловом "Руснак: Глашнїк Рускей матки". На другој страни, Савез Русина и Украјинаца је развио сарадњу са разним установама и организацијама из Украјине, чије су државне власти након стицања независности (1991) интензивирале рад на успостављању веза са украјинском дијаспором.
Након усвајања нових законских решења о заштити мањинских права у тадашњој Савезној Републици Југославији (2002), створен је правни оквир за формирање националних савета као посебних органа мањинске самоуправе. Прва електорска скупштина Националног савета русинске националне мањине одржана је 2. новембра 2002. године. Исте године (2002) је у склопу реорганизације Филозофског факултета у Новом Саду створен посебан Одсек за русинистику, чији је развој био обележен честим споровима између две струје, русинске националне (проф. др Михајло Фејса) и про-украјинске (проф. др Јулијан Тамаш).
Спорови између две струје дошли су до пуног изражаја крајем 2005. године, када је проф. др Јулијан Тамаш, као један од најистакнутијих представника про-украјинске струје и тадашњи председник Војвођанске академија наука и уметности, указао на појаву наводног "русинског фашизма", што је изазвало негодовање међу представницима русинске заједнице у Србији, а протест против таквих инсинуација званично је изразило и руководство Матице русинске.
Током наредних година, дошло је до продубљивања разлика између националне и про-украјинске струје. Пошто се про-украјински део '"русинских" првака у оквиру Савеза Русина и Украјинаца постепено интегрисао у шири украјински национални корпус, дошло је до новог програмског редефинисања те организације и промене њеног назива, који од 2007. године гласи: Савез Русина Украјинаца Србије. Тиме је на симболичан начин озваничено постојање специфичне заједнице Русина-Украјинаца, чији се припадници у националном смислу изјашњавају као Украјинци, али у оквиру свог украјинског националног идентитета настављају да негују и посебан облик "русинског" идентитета, сматрајући се огранком украјинског народа. Њихово про-украјинско "русинство" се по томе разликује од "националног русинства", које се и даље негује међу припадницима русинског народа који су окупљени око Матице русинске и других русинских националних организација које су остале привржене свом изворном националном идентитету.
Заједничком одлуком Скупштине Аутономне Покрајине Војводине и Националног савета русинске националне мањине од 10. марта 2008. године, основан је Завод за културу војвођанских Русина. Иако је првобитном оснивачком одлуком (члан. 2) било прописано да ће седиште завода бити у Руском Крстуру, поједини русински прваци су недуго по оснивању завода почели да заговара идеју о Новом Саду као прикладнијем седишту. Томе се успротивио заводски Управни одбор, који се током 2009. и 2010. године изјаснио у прилог Руског Крстура. Пошто се тадашњи заводски директор Мирослав Кевежди изјаснио против крстурске опције, покрајинске власти су 2011. године извршиле измену оснивачког акта, одредивши Нови Сад као седиште завода.
Услед учесталих оспоравања русинское националне посебности од стране појединих украјинских чинилаца, бивши југословенски дипломата и амбасадор Михајло Хорњак (рсн. Михайло Горняк) је као један од најистакнутијих представника русинског народа у Србији упутио представку највишим државним властима, након чега је Министарство за људска и мањинска права у свом званичном допису од 26. јуна 2009. године саопштило:
На основу резултата пописа становништва, став државних органа је да су Русини и Украјинци одвојене заједнице, како у погледу националног идентитета тако и у погледу језичке припадности. Полазећи од уставних начела и позитивних законских прописа у Републици Србији нико не сме да намеће грађанима одређени национални идентитет, јер би то било у супротности са Уставом загарантованом слободом националног изјашњавања и Оквирном конвенцијом за заштиту националних мањина Савета Европе. Следствено томе, очекује се да ни представници Украјине не врше притисак и намећу русинској националној заједници украјински национални идентитет, јер би то представљало кршење међународних стандарда у области људских права, и било у супротности са нашим унутрашњим законодавством. У прилог чињеници да се ради о две признате националне мањине у Србији говори и податак да су припадници русинске и украјинске националне заједнице након ступања на снагу Закона о заштити права и слобода националних мањина формирале своје националне савете.
Таквим званичним ставом, потврђено је да Република Србија признаје националну самобитност русинског народа.

## Демографија
У Србији, Русини чине највећи део становништва у насељима Руски Крстур, Куцура и Бикић До. У Хрватској чине већину у насељима Петровци и Миклушевци. Културни центар Русина у Србији је Руски Крстур. Поред тога, Русина у значајнијем броју има и у Новом Саду, Ђурђеву, Врбасу, Шиду, Беркасову и Бачинцима.
Кретање броја Русина у Војводини према различитим пописима:
- 1948: 22.077
- 1953: 23.038
- 1961: 24.548
- 1971: 20.109
- 1981: 19.305
- 1991: 17.652
- 2002: 15.626
- 2011: 13.928
- 2022: 11.483[63]

- Русини и Украјинци у Војводини, 1948.
- Русини и Украјинци у Војводини, 1961.
- Места у којима Русини (зелено) чине већинско становништво (2002)
- Места у којима Русини (браон) чине већинско становништво (2011)
- Русинска већинска насеља у Војводини; Руски Крстур, Куцура, Бикић До

## Русински језик у Србији
Русини у Србији говоре панонским наречјем русинског језика и употребљавају одговарајућу варијанту русинске ћирилице, која се налази у процесу стандардизације.
Чланом 24. Статута Аутономне Покрајине Војводине, русински језик је признат као један од шест службених језика на подручју покрајине. На локалном нивоу, русински је у службеној употреби у општинама Кула, Врбас, Шид, Бачка Топола и Жабаљ, као и у Граду Новом Саду.
У склопу процеса примене Европске повеље о регионалним или мањинским језицима, која је у Србији ратификована 2006. године, потврђен је статус русинског језика као пуноправног и посебног језика, који представља једно од основних идентитетских обележја русинског народа у Србији.
Упркос томе, службено признање русинског језика није у потпуности испоштовано у пракси Библиотеке Матице српске и Народне библиотеке Србије, којима је законом поверена примарна каталогизација (CIP) свих публикација које се издају на подручју Републике Србије.
Поменуте установе још од 1989. године врше каталогизацију путем библиотечко-информационог система COBISS, који нема опцију за означавање русинског језика, што је недостатак који БМС и НБС нису отклониле, тако да се дела настала на русинском језику приликом каталогизације (CIP) сврставају под "остале" словенске језике (шифра: sla).
Упркос постојању тог решења, које се заснива на MARC стандардима, многа дела написана на русинском језику се у каталогизаторској пракси БМС и НБС означавају шифром за украјински језик, чиме се врши украјинизација русинске културне баштине. У пракси БМС и НБС, шифром за украјински језик су означена чак и многа научна и стручна дела (написана на русинском језику) која су тематски посвећена управо русинском језику. Иако је реч о озбиљном проблему, таква пракса се по правилу објашњава свођењем читавог питања на ниво техничког проблема у оквиру система COBISS, уз признање да поменута пракса стоји у раскораку са званичним статусом русинског језика у Србији.
Насупрот томе, БМС и НБС у области класификације употребљавају предметне одреднице за русински језик, које се користе за означавање радова посвећених том језику, што представља исправну праксу, која је у многим случајевима у супротности са спорном каталогизаторском праксом. Тако је (на пример) капитални русинско-српски речник под насловом: "Руско-сербски словнїк" (2010) у склопу класификације добио исправну предметну одредницу (русинско-српски речници), али је приликом каталогизације као језик тог дела поред српског назначен украјински, иако је реч о српско-русинском речнику, који је написан на српском и русинском језику.
Посебан проблем (у области класификације) представља непостојање одговарајућег УДК броја за русински као посебан словенски језик, тако да су класификатори принуђени да за означавање русинског језика и књижевности користе решења заснована на употреби бројева за источнословенске језике (УДК 811.161) и источнословенске књижевности (УДК 821.161), док се за означавање Русина као посебног народа користе решења заснована на употреби УДК броја (=161) за источнословенске народе. Правила УДК допуштају формирање посебних бројева уз употребу општег помоћног знака * (астерикс), иза кога долази ознака која се преузима из неког другог система. Пошто је русински језик званично признат од стране Међународне организације за стандардизацију (ISO), под шифром: rue, увођењем те шифре у УДК систем добијају се одговарајући УДК бројеви за класификацију радова са русинском тематиком:
- УДК број за означавање радова о русинском језику: 811.161*rue
- УДК број за означавање радова о русинској књижевности: 821.161*rue
- УДК број за означавање радова о русинском народу: (=161*rue)

Упркос постојању тих решења, многа дела која су изричито посвећена русинском као посебном словенском језику, означавају се у пракси БМС и НБС путем употребе УДК броја за украјински језик (УДК 811.161.2), а додатни проблем је створен 2008. године, када је у међународне УДК таблице уведен и број којим се у оквиру украјинског језика означавају његове карпатске варијанте (УДК 811.161.25). Иако се тај број односи на поменути варијетет украјинског језика, који представља различиту етнолингвистичку категорију у односу на посебан русински језик, у БМС и НБС се развила пракса стављања управо тог броја и на радове који су посвећени русинском као посебном језику, што је у супротности са садржајем тих радова. Још већи проблем је настао поводом употребе УДК броја (=161.25) који се односи на део украјинског народа, али се упркос томе у пракси БМС и НБС ставља и на радове који су изричито посвећени Русинима као посебном народу. Таква нестручна употреба поменутог броја представља облик директног подвођења Русина под Украјинце, чиме се не поштује русинска народна посебност, која је у Србији призната не само у области домаћег законодавства, већ и у равни међународних обавеза.
О размерама поменутог проблема сведочи и чињеница да се УДК број 821.161.2(497.11), који по својој структури означава украјинску књижевност у Србији, у пракси БМС и НБС користи за дефинисање библиографске категорије којој је додељен назив: "Русинска књижевност у Србији", што је у супротности са стварним значењем поменутог УДК броја, а такво именовање поменуте категорије је такође некоректно и према књижевном стваралаштву Украјинаца у Србији, пошто се број који припада њима и њиховој књижевности користи за означавање библиографске категорије чији назив не садржи украјинску одредницу.
Иако су аутори који стварају на русинском језику и представници русинске заједнице у Србији у више наврата покретали питање о исправној каталогизацији дела написаних на русинском језику, надлежне установе (БМС и НБС) још увек нису пронашле решење за тај проблем. Пошто се у пракси поменутих установа често занемарује и шифра за "остале" словенске језике, многа дела написана на русинском језику се и даље каталогизују под шифром за украјински језик. Поред тога, у званичним публикацијама БМС, дела под шифром за украјински језик (ukr) приказују се као дела на "русинском и украјинском језику" што не одражава стварно стање у каталошким базама, пошто се у систему COBISS сва дела означена шифром ukr третирају искључиво као дела написана на украјинском језику.
Поменути проблеми не постоје у каталогизаторској пракси оних библиотека које користе домаћи библиотечко-информациони систем БИСИС, који има шифру за русински језик те стога омогућава правилну каталогизацију публикација издатих на том језику.
У пролеће 2019. године, група лингвиста је формулисала предлог за поделу русинског језика на два посебна језика, путем уздизања карпатског и панонског наречја на статус посебних језика, са предложеним називима: источнорусински језик и јужнорусински језик. Тај предлог, који би довео до укидања јединственог русинског језика путем стварања два посебна језика, одбијен је почетком 2020. године од стране Међународне организације за стандардизацију (ISO).

## Религија
Према резултатима пописа становништва из 2011. године, од укупног броја Русина у Србији, чак 94,91% припада хришћанским вероисповестима, од чега су 75,43% католици, 18,53% православци, 0,70% протестанти и 0,03% припадници осталих хришћанских заједница.

### Гркокатолички Русини
Русини у Србији су претежно гркокатоличке вероисповести. Када су се доселили у Бачку, убрзо је 1751. године основана парохија у Руском Крстуру, а потом је 1765. године основана и самостална капеланија у Куцури. У прво време су потпадали под јурисдикцију римокатоличког надбискупа у Калочи, али су због обредних посебности наставили да одржавају везе са својим завичајним мукачевским гркокатоличким владикама, који су им слали свештенике и црквене књиге. Године 1777. основана је Крижевачка гркокатоличка епархија у коју су ушле и ове две парохије.
Реорганизација црквене управе започета је 2003. године, када је створен посебан Апостолски егзархат за Србију и Црну Гору. Надлежност овог егзархата је 2013. године сведена само на Србију. Егзархат је 2018. године преуређен у Крстурску гркокатоличку епархију. Седиште епархије је у Руском Крстуру. У њеном саставу су следеће парохије: Бачинци, Београд, Беркасово (и филијала Бикић До), Врбас I , Врбас II, Госпођинци, Ђурђево, Инђија, Кула (и филијала Крушчић), Куцура (и филијала Савино Село), Марковац, Нови Сад, Ново Орахово, Руски Крстур (и филијала Суботица), Сремска Митровица, Суботица, Шид, а формирају се парохије у Бачкој Тополи и Вршцу.
У Руском Крстуру постоји Провинция св. Осифа у чијем је оквиру манастир Монахиња Безгрешне Девице Марије. У Крстуру је такође и манастир Исусове мале сестре, a Манастир очева Василијана налази се у Кули. Познато ходочасничко место код Руског Крстура је Водица. Ту се неколико пута у години окупљају ходочасници из матичне Крстурске епархије и суседне Крижевачке епархије.

### Православни Русини
Још од времена досељавања у 18. веку, међу Русинима је поред гркокатолика било и православаца. Пошто су прописи о насељавању Крстура (1751) и Куцуре (1763) предвиђали да у тим местима могу становати само припадници гркокатоличке вероисповести, тиме је православним Русинима било онемогућено да остану у русинској средини, услед чега су били приморани на исељавање у друга места. Иако се српска православна јерархија Бачке епархије и Карловачке митрополије пред државним властима заузимала за признавање и поштовање верских права православних Русина, њихов положај је остао неповољан све до 1918. године.
За време постојања Краљевине Југославије (1918-1941), прваци православних Русина су највећим делом били окупљени око Културно-просветног савеза југословенских Русина (КПСЈР), који је основан 1933. године. Један од истакнутих активиста КПСЈР био је и Јован Виславски (р. 1912), који је као Русин и православни свештеник у Госпођинцима пострадао почетком 1942. године, за време злогласне рације, коју су спровеле мађарске окупационе власти.
Током међуратног периода, православни Русини су почевши од 1936. године имали и своје гласило на русинском језику, које је излазило у Новом Саду, под називом "Православни вистник" (срп. Православни весник), уз благослов бачког епископа Иринеја Ћирића.
Према резултатима пописа становништва из 2011. године, на подручју Србије живи 2640 православних Русина, што чини 18,53% од укупног броја припадника русинске заједнице. Пошто највећим делом живе на подручју Бачке, потпадају под надлежност Бачке епархије СПЦ.

## Познати Русини из Србије
- Хавријил Костељник, русински свештеник и књижевник, који се придружио про-украјинској струји
- Михајло Ковач, русински књижевник и новинар, који је припадао про-украјинској струји
- Ђура Џуџар, гркокатолички бискуп
- Љубомир Фејса, српски фудбалер
- Михаил Дудаш, српски атлетичар
- Иван Ленђер, српски пливач
- Силвестер Такач, српски и југословенски фудбалер и фудбалски тренер
- Данијела Штајнфелд, српска глумица јеврејско-русинског порекла
- Ирена Колесар, југословенска глумица русинског порекла
- Владимир Балашћак, српски позоришни глумац русинског порекла
- Михајло Хорњак, амбасадор и дипломата